# Rodrigo Pessoa
Rodrigo Pessoa (* 29. listopadu 1972 Paříž) je brazilský reprezentant v parkurovém skákání, olympijský vítěz z roku 2004. Jeho otec Nelson Pessoa se také závodně věnoval jezdectví.
Na koni jezdí od čtyř let, na Velké ceně debutoval v roce 1988 a během své kariéry vyhrál přes sedmdesát závodů.
Na Letních olympijských hrách 1992 byl v devatenácti letech nejmladším účastníkem jezdeckých soutěží, zatímco jeho otec byl nejstarší. Na Letních olympijských hrách 1996 získal s brazilským družstvem bronzovou medaili, kterou v roce 2000 obhájil. V roce 2004 skončil v soutěži jednotlivců na druhém místě, ale vítězný Cian O'Connor z Irska byl diskvalifikován poté, co byl jeho kůň pozitivně testován na flufenazin a mu byla dodatečně udělena zlatá olympijská medaile. Byl účastníkem šesti olympijských her, v roce 2012 byl vlajkonošem brazilské výpravy.
Je také vítězem Světových jezdeckých her z roku 1998 a Panamerických her z let 1995 a 2007.